# Cerro Castillo (berg i Chile, Región de Aisén)
Cerro Castillo är ett berg i Chile. Det ligger i provinsen Provincia General Carrera och regionen Región de Aisén, i den södra delen av landet, 1 400 km söder om huvudstaden Santiago de Chile. Toppen på Cerro Castillo är 2 675 meter över havet. Cerro Castillo ligger inom Reserva Nacional Cerro Castillo och är en del av bergskedjan Cordillera Castillo. Castillo är det spanska ordet för slott och dess branta basaltväggar ger berget ett utseende som påminner om ett slott. Bergets södra sida kan nås från riksvägen Carretera Austral som här går utmed floden Estero Parado.

## Terräng och klimat
Terrängen runt Cerro Castillo är huvudsakligen mycket bergig. Cerro Castillo är den högsta punkten i trakten. Trakten runt Cerro Castillo är nära nog obefolkad, med mindre än två invånare per kvadratkilometer.. Närmaste större samhälle är Villa Cerro Castillo, som ligger 7,5 km sydost om Cerro Castillo. 75 km norr om bergstoppen ligger samhället Coyhaique. Riksvägen Carretera Austral passerar både Coyhaique och Villa Cerro Castillo.  På bergets sidor finns några små glaciärer som förser omgivande sjöar med vatten.
Trakten runt Cerro Castillo består i huvudsak av gräsmarker.